# Vatu-Vei
Vatu Vei ist eine osttimoresische Aldeia im Suco Guiço (Verwaltungsamt Loes, Gemeinde Liquiçá). 2015 lebten in der Aldeia 248 Menschen.

## Geographie
Vatu Vei liegt im Westen des Sucos Guiço. Südwestlich befindet sich die Aldeia Irlelo und östlich die Aldeia Pandevou. Im Nordwesten grenzt Vatu Vei an den Suco Maubaralissa und im Süden an den Suco Atabae (Gemeinde Bobonaro). Im Zentrum der Aldeia liegt das Dorf Vatu Vei. Südlich des Dorfes befindet sich an der Grenze zu Pandevou der Hügel Foho Vatukerbau (134 m).

## Politik
2023 wurde Domingos do Santos zum Chefe de Aldeia gewählt.